# Górki (Bronkowice)
Górki – część wsi Bronkowice w Polsce, położona w województwie świętokrzyskim, w powiecie starachowickim, w gminie Pawłów.
W latach 1975–1998 Górki administracyjnie należała do województwa kieleckiego.